# فيليس رانكين
فيليس رانكين (بالإنجليزية: Phyllis Rankin)‏ هي مغنية وممثلة أمريكية، ولدت في 31 أغسطس 1874 في نيويورك في الولايات المتحدة، وتوفيت في 17 نوفمبر 1934 في كانتون في الولايات المتحدة بسبب مرض.

## وصلات خارجية
- فيليس رانكين على موقع IMDb (الإنجليزية)
- فيليس رانكين على موقع قاعدة بيانات برودواي على الإنترنت (الإنجليزية)